# Tricliceras xylorhizum
Tricliceras xylorhizum är en passionsblomsväxtart som beskrevs av B. Verdcourt. Tricliceras xylorhizum ingår i släktet Tricliceras och familjen passionsblomsväxter. Inga underarter finns listade i Catalogue of Life.